# 巴里·丹瑟
巴里·丹瑟（英語：Barry Dancer，1952年8月27日—），生于昆士兰州布里斯班，澳大利亚男子曲棍球运动员。他曾代表澳大利亚国家队参加1976年夏季奥林匹克运动会曲棍球比赛，获得一枚银牌。